# Rally Villa de Llanes de 1985
El Rally Villa de Llanes de 1985, oficialmente 9.º Rally Villa de Llanes, fue la novena edición y la sexta cita de la temporada 1985 del Campeonato de España de Rally. Fue también puntuable para la Copa Ibiza, la Copa Opel Corsa y el Desafío Peugeot. Se celebró del 1 al 2 de junio y contó con un itinerario de 240 km cronometrados.

## Clasificación final
| Pos. | Piloto              | Copiloto                | Automóvil            | Tiempo  | Diferencia |
| ---- | ------------------- | ----------------------- | -------------------- | ------- | ---------- |
| 1.   | Bruno Saby          | Jean-François Fauchille | Peugeot 205 Turbo 16 | 2:47:01 | 0.0        |
| 2.   | Beny Fernández      | José López Orozco       | Opel Manta 400       | 2:47:22 | +0:21      |
| 3.   | Jesús Puras         | José Arrarte            | Renault 5 Turbo      | 3:00:59 | +13:58     |
| 4.   | Borja Moratal       | Alfredo Rodríguez       | Peugeot 205 GTI 1.6  | 3:01:21 | +14:20     |
| 5.   | Bernardo Cardín     | Cele Foncueva           | Lancia 037 Rally     | 3:04:37 | +17:36     |
| 6.   | Josep Arqué         | Albert Alumà            | Opel Manta GT/E      | 3:05:44 | +18:43     |
| 7.   | Josep Bassas        | María Pilar Mas         | Renault 11 Turbo     | 3:06:50 | +19:49     |
| 8.   | Alfonso Loza        | Manuel Larrarte         | Opel Corsa SR        | 3:08:38 | +21:37     |
| 9.   | José Bernardo Pino  | Cándido Marcos          | Opel Corsa SR        | 3:09:04 | +22:03     |
| 10.  | Juan Carlos Pradera | Ignacio Olaizola        | Peugeot 205 GTI 1.6  | 3:09:10 | +22:09     |